# 奥斯特 (单位)
奥斯特（oersted）又譯厄斯特，是厘米-克-秒制裡的磁場强度（H場）、磁化強度的一贯导出单位，简称“奥”（Oe）。1930年，國際電工委員會为了纪念丹麦物理学者汉斯·奥斯特，特將此單位命名為奥斯特。
奥斯特定義為達因（dyn）每單位磁荷。轉換至國際單位制，1奥斯特等於 1000/4π (≈ 79.5774715) 安培/公尺。
- 在捲繞 79.58匝每公尺，帶有 1安培電流的超長螺線管內的 H場大約為 1奥斯特。
- 当 10安培的稳恒电流通过无限长的细直导线时，距离导线 2厘米处的 H場为 1奥斯特。
- 当 10安培电流通过半径为 1厘米的单匝环形线圈时，在环心处的 H場为 2π奥斯特。

換句話說，1奥斯特就是等於半徑為 1厘米的平面單閘圓形線圈中，通過 1/2π絕對安培電流時，線圈中心的磁場。
在厘米-克-秒制下，H場的单位是奥斯特，磁感應強度（B場）的單位是高斯。在國際單位制裏，H場的单位是安培／公尺，B場的單位是特斯拉。
奥斯特與B場的單位高斯密切相關。在真空裏，假若H場是1奧斯特，則B場是1高斯。在磁導率為 {\displaystyle \mu } 的介質裏，B場 {\displaystyle B} （高斯）與H場 {\displaystyle H} （奥斯特）的關係為
{\displaystyle B=\mu H} 。
最大磁能積（BHmax）衡量磁鐵儲存能量的能力，單位為「百萬高斯-奧斯特」（megagauss-oersted，MGOe）。1MGOe等於 {\displaystyle 10^{5}/4\pi } J/m3。

## 參閱
- 高斯單位制